# Churwalden
Churwalden (Reto-Romaans: Curvalda; Italiaans (verouderd): Corvalda) is een gemeente en plaats in het Zwitserse kanton Graubünden, en maakt deel uit van het district Plessur. Tot de gemeente Churwalden hoort ook het plaatsje Passugg.
Churwalden telt 1215 inwoners.
In de gemeente ligt de kasteelruïne Burg Strassberg.